# 張善政
張 善政（ちょう ぜんせい、1954年〈民国43年〉6月24日 - ）は、中華民国（台湾）の政治家。行政院長、科技部長などを歴任した。2016年5月9日、馬英九総統より一等景星勲章を授与された。2020年中華民国総統選挙では、中国国民党公認候補の韓国瑜高雄市長の政策顧問団を率いた後、副総統候補に指名されるが、韓国瑜が落選したため副総統就任はかなわなかった。
2022年の統一地方選で桃園市長に当選した。

## 発言
- 2019年11月14日、国民党公認の副総統候補でありながら「国民党の比例代表名簿は外界の期待に適ったものではない。蔡英文政府とこの名簿に失望した有権者は民衆党に投じてもいい」と述べた[7][8]。これに対し、張善政とペアで立候補している韓国瑜は「張善政は無党派の人物であり、政党運営のことに関しては必ずしも熟知していない」と述べ[9]、韓陣営の国政顧問団も「張善政はたまたま民衆党の名前を挙げただけであり、全政党の名前を言えるわけではない」と釈明した[10]。しかし、その後も国民党の比例代表名簿に対する不信感を表明しており、11月20日には「国民党の比例代表名簿について、私は保証できない」[11]、さらに12月12日には「私は国民党公認の候補者として三票すべて国民党に投じるが、国民党の比例代表名簿に不満がある有権者はその他の政党に投じるしかない」[12]と述べている。
- 2019年12月12日、台湾人と結婚して台湾に移り住んだ海外籍の配偶者たちとの座談会に出席した際、「蔡英文は子供を生んだことがないから世の中の親の気持ちが分からない」と発言したことが女性差別だと各界で物議を醸し、翌日発言を撤回した[13]。